# Херес-де-Гарсия-Салинас
Хере́с-де-Гарси́я-Сали́нас (исп. Jerez de García Salinas) — город и муниципалитет в Мексике, входит в штат Сакатекас. Население — 54 757 человек.

## История
В 1531 году город основал Кристобаль де Оньяте.

## Известные уроженцы
- Ларройо, Франсиско (1912—1981) — мексиканский философ.

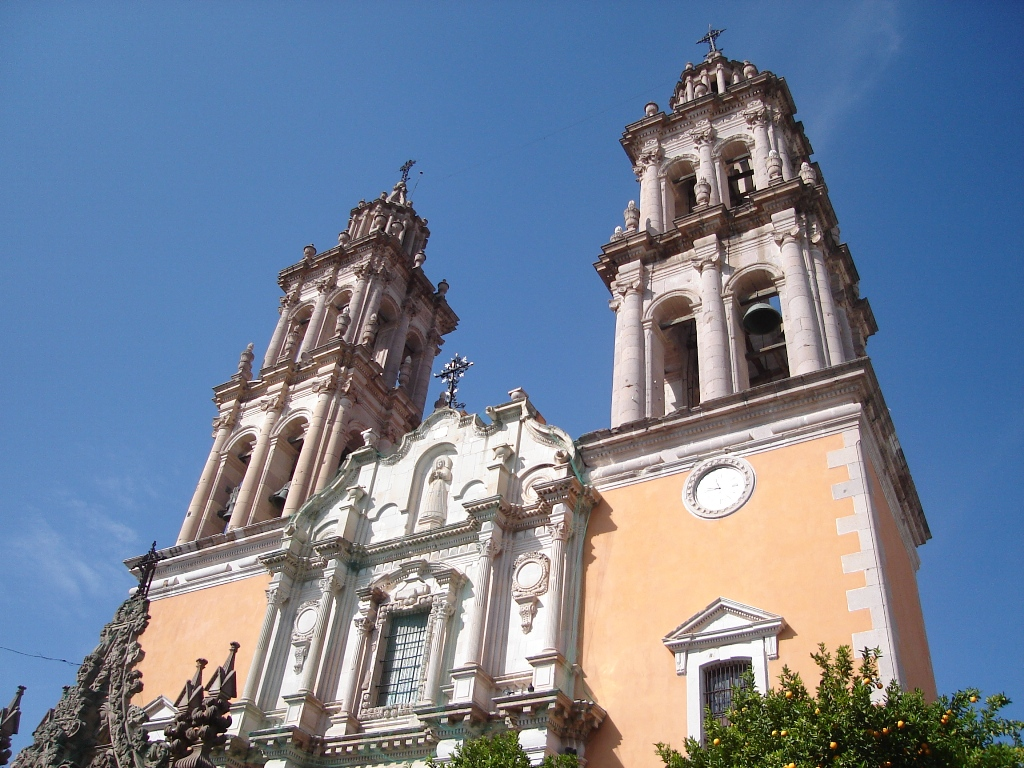
Херес-де-Гарсия-Салинас